# Васич, Николай Васильевич
Никола́й Васи́льевич Ва́сич (1847 — не ранее 1917) — председатель Дмитровской уездной земской управы, член III Государственной думы от Орловской губернии.
Православный. Потомственный дворянин. Землевладелец (580 десятин).

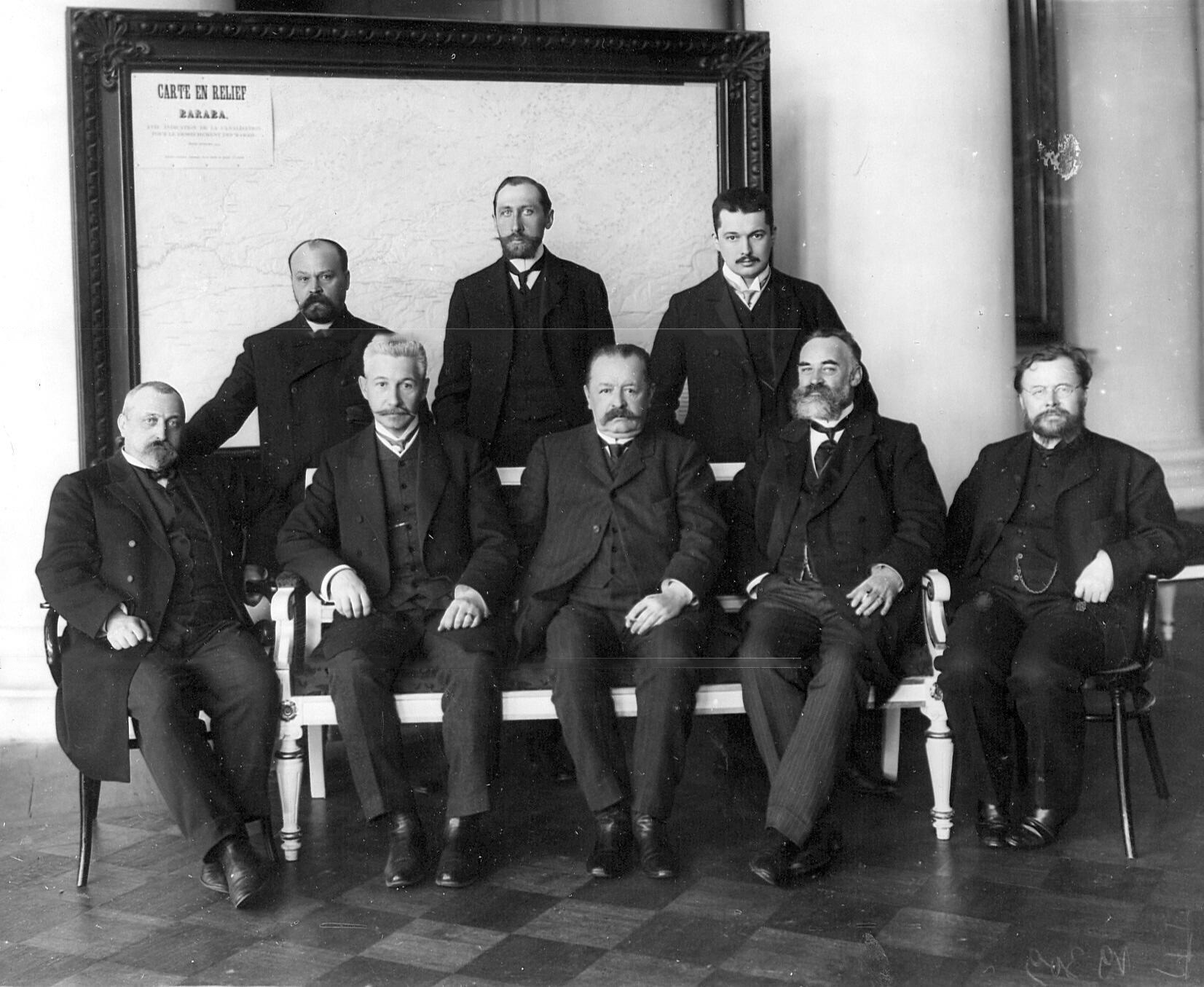
Депутаты Государственной думы Российской империи III созыва от Орловской губернии. Стоят: Рубцов Ф. В., Володимеров С. А., Тенишев В. В.; сидят: Ветчинин В. Г., Меньшиков И. А., Васич Н. В., Новицкий М. А., Потулов В. А.

Окончил Орловский кадетский корпус (1863) и 3-е военное Александровское училище по 1-му разряду (1865), откуда был выпущен офицером в 122-й пехотный Тамбовский полк с прикомандированием к лейб-гвардии Финляндскому полку. В 1872 году вышел в отставку в чине поручика и поселился в родовом имении Курской губернии. С началом Русско-турецкой войны 1877—1878 годов вступил в ряды действующей армии и в составе 121-го пехотного Пензенского полка участвовал во многих делах против турок. При штурме Плевны был тяжело ранен и эвакуирован в Россию. По излечении возвратился в действующую армию.
По окончании войны поселился в имении своей жены в Орловской губернии, где посвятил себя сельскому хозяйству и общественной деятельности. Избирался гласным Дмитровского уездного и Орловского губернского земских собраний, а также почетным мировым судьей по Дмитровскому уезду. 30 сентября 1893 года избран Дмитровским уездным предводителем дворянства, в каковой должности состоял до 1907 года. Был награждён чином действительного статского советника 6 декабря 1902 года. В 1905 году был избран председателем Дмитровской уездной земской управы, каковую должность занимал до 1917 года. Состоял выборщиком в Государственную думу I и II созывов.
В 1907 году был избран членом III Государственной думы от 2-го съезда городских избирателей Орловской губернии. Входил во фракцию октябристов. Состоял членом комиссий: по местному самоуправлению, по государственной обороне, продовольственной, а также о неприкосновенности личности.
В годы Первой мировой войны состоял председателем уездного комитета общества Красного Креста. После Февральской революции стал уездным комиссаром Временного правительства. Дальнейшая судьба неизвестна. Был вдовцом.